# Nosotros (partido político)
Partido Político Nosotros, conocido simplemente como Nosotros y abreviado como PPN, es un partido político de Guatemala.

## Historia
El partido político fue fundado en 2020 por Rudy Guzmán y su esposa Nadia de León Torres. Nadia de León Torres es hija de Sandra Torres, y fue diputada del Parlamento Centroamericano por la Unidad Nacional de la Esperanza desde 2020 y Presidenta del Parlamento Centroamericano de enero a octubre de 2020.
El partido fue registrado por el Tribunal Supremo Electoral el 22 de abril de 2023.
El partido político se describe como "independiente" de Sandra Torres y la Unidad Nacional de la Esperanza, aunque en ese momento no descartaron formar una coalición con la UNE para las elecciones generales de 2023, que finalmente no se concretó. Algunos medios de comunicación han descrito al PPN como un "partido satélite" de la Unidad Nacional de la Esperanza, y en menor medida, de Vamos.
A su vez el partido se ha calificado como el sucesor del Movimiento de Acción Solidaria, partido en donde participó el expresidente Jorge Serrano Elias, eso debido al logotipo del gallo y el lema "LOS MISMOS NO".
El 22 de enero de 2023, Nosotros nominó al líder del partido Rudy Guzmán como candidato presidencial y a Diego González, congresista por Vamos, como candidato a vicepresidente.
Los diputados Carlos Mencos y Petrona Mejía, electos por la Unidad Nacional de la Esperanza en 2019, comenzaron a partcipar en actividades del partido, aunque solo Mejía se postuló a la reelección por dicho partido.
El partido político obtuvo 3 diputados y 10 alcaldes en las elecciones generales de 2023.

## Elecciones presidenciales
| Año electoral | Candidato   | 1.ª vuelta     | 1.ª vuelta  | 2.ª vuelta     | 2.ª vuelta |
| Año electoral | Candidato   | Total de votos | Porcentaje  | Total de votos | Porcentaje |
| ------------- | ----------- | -------------- | ----------- | -------------- | ---------- |
| 2023          | Rudy Guzmán | 66.962         | 1.59% (12°) |                |            |